# Paceville
Paceville (in maltese Paċeville) è un distretto della città maltese di San Giuliano, situato nella zona occidentale dell'abitato. 
Essendo largamente popolato da nightclub, bar, pub e ristoranti, è divenuto il centro nevralgico della vita notturna dell'isola. Nel 2016 contava circa 1900 abitanti.

## Origini

### Primi anni
Paceville trae le sue origini tra gli anni venti e trenta quando un facoltoso avvocato maltese, Giuseppe Pace, fece costruire delle residenze sulla spiaggia nell'area di San Giuliano, conosciute come 'il-Qaliet'. Le case dell'avvocato Pace furono inizialmente affittate a dei soldati britannici di stanza nelle vicine caserme di Sant'Andrea e San Giorgio. Nel periodo tra le due guerre mondiali, alcune di queste furono affittate ad abitanti maltesi. Con l'arrivo dei locali nell'area di San Giuliano, Pace decise di finanziare la costruzione di una cappella gestita da un parroco agostiniano. Nel dopoguerra le aree intorno a Paceville furono acquisite da comunità di agricoltori e circondate da campi ma, a partire negli anni 60, Paceville inizia la sua trasformazione in località turistica con la costruzione dello Sheraton e dell'Hilton.
Oggi il quartiere è ricco di bar, club, discoteche e numerosi hotel sono ancora in costruzione.

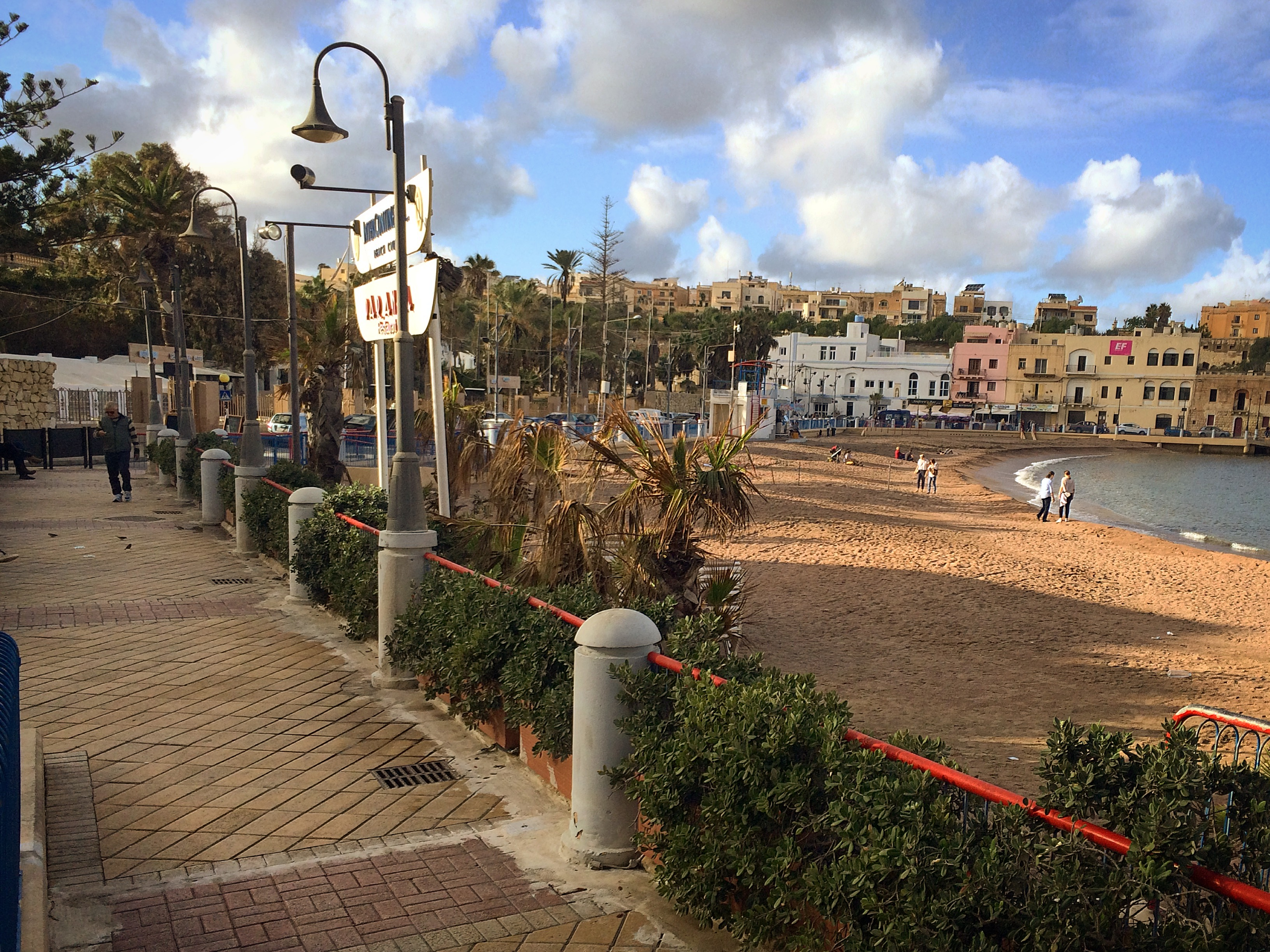
Spiaggia a Paceville